# Eulepidotis delecta
Eulepidotis delecta är en fjärilsart som beskrevs av William Schaus 1911. Eulepidotis delecta ingår i släktet Eulepidotis och familjen nattflyn. Inga underarter finns listade i Catalogue of Life.